# Cơ treo tá tràng
Cơ treo tá tràng (hay dây chằng Treitz, dây chằng treo góc tá - hỗng tràng) là một cơ mỏng nối một phần tá tràng, hỗng tràng, góc tá - hỗng tràng với mô liên kết xung quanh động mạch mạc treo tràng trên và động mạch thân tạng. Cơ treo bám vào phần ngang (D3) và phần lên (D4) của tá tràng. Cơ cũng bám vào góc tá - hỗng tràng, tuy nhiên vị trí bám này có nhiều biến thể.

## Lịch sử
Václav Treitz đặt tên cho cơ này là cơ treo tá tràng (suspensory muscle of duodenum) lần đầu tiên vào năm 1853 theo tiếng Latin musculus suspensorius duodeni. Cơ được mô tả là một phiến cơ có phần đế rộng và phần gân ở trên hòa với mô liên kết xung quanh nguyên ủy của động mạch mạc treo tràng trên và động mạch thân tạng. Tên trong lâm sàng là dây chằng Treitz. Đây là cấu trúc giải phẫu mà nhiều người đề cập đến, tuy nhiên lại ít người nhìn thấy được khi phẫu tích trên xác hay mổ bệnh nhân.